# Chrysobothris carminea
Chrysobothris carminea es una especie de escarabajo del género Chrysobothris, familia Buprestidae. Fue descrita científicamente por Kerremans en 1900.